# دبرا فلدمن
دبرا فلدمن (Deborah Feldman) نویسنده آمریکایی-آلمانی است که هم اکنون در برلین آلمان زندگی می کند. او بیشتر به خاطر نوشتن زندگی نامه خود، ناراست کیش داستان پرجنجال طرد کردن ریشه‌های حسیدی من، که داستان فرار او را از جامعه‌ای فوق مذهبی در بروکلین، نیویورک را روایت می کند، مشهور است.

## اوایل زندگی
فلدمن به عنوان عضوی از گروه ساتمار یهودیت حسیدی در ویلیامزبورگ ، بروکلین، نیویورک بزرگ شد.  او توسط پدربزرگ و مادربزرگ خود، هر دو از بازماندگان هولوکاست، بزرگ شد، زیرا مادرش توسط جامعه طرد شده بود، و پدر ناتوان ذهنی او نمی‌توانست او را به تنهایی پرورش دهد. مانند همه دختران جامعه یهودیت حسیدی، فلدمن به عنوان پرهیزگاری بزرگ شد، به ییدیش صحبت کرد و از رفتن به کتابخانه عمومی ممنوع بود. او از تحصیل معمولی در آمریکا محروم شد، اما از ترس بزرگان به دلیل کنجکاوی در مورد رشد کنجکاوی او در مورد جهان، کتاب هایی را در زیر بستر خود پنهان کرد. وی در سن ۱۷ سالگی وارد ازدواج ترتیب داده‌شده گردید و در ۱۹ سالگی مادر شد.  